# Solo ma non solo - Live
Solo... ma non solo - Live è un album dal vivo del cantante italiano Goran Kuzminac, pubblicato nel 2011.

## Tracce
1. Il viaggio – 2:53
2. Replay – 3:34
3. Stella del nord – 4:04
4. Mercante di niente – 4:08
5. Hey, ci stai – 3:32
6. Tempo – 3:45
7. Stasera l'aria è fresca – 4:45
8. E mi sorprende – 2:58
9. Parole semplici – 3:17
10. Gli angoli del mondo – 3:10
11. Primo di Sequals – 3:37
12. Tiritera – 2:44
13. Il mitico meccanico – 3:45
14. Merilù – 2:59
15. Le ragazze di domani – 3:10
16. Amore di malumore – 5:44
17. Ciauda Merilù (feat. Ciauda) – 4:17
18. Bimbi buoni (feat. U' Papun) – 3:36